# Морган (округ, Теннессі)
Шаблон:StateAbbr_ 36°08′ пн. ш. 84°38′ зх. д. / 36.13° пн. ш. 84.64° зх. д.
Округ Морган (англ. Morgan County) — округ (графство) у штаті Теннессі, США. Ідентифікатор округу 47129.

## Історія
Округ утворений 1817 року.

## Демографія
За даними перепису 2000 року загальне населення округу становило 19757 осіб, зокрема міського населення було 3459, а сільського — 16298. Серед мешканців округу чоловіків було 10538, а жінок — 9219. В окрузі було 6990 домогосподарств, 5237 родин, які мешкали в 7714 будинках. Середній розмір родини становив 3,01.
Віковий розподіл населення поданий у таблиці:
| Стать    | До 15 років | 15-21 | 22-29 | 30-39 | 40-49 | 50-65 | 65-85 | Понад 85 |
| -------- | ----------- | ----- | ----- | ----- | ----- | ----- | ----- | -------- |
| Чоловіки | 1915        | 1044  | 1330  | 1857  | 1698  | 1737  | 885   | 72       |
| Жінки    | 1817        | 829   | 879   | 1381  | 1378  | 1615  | 1131  | 189      |

## Суміжні округи
- Скотт — північний схід
- Андерсон — схід
- Роун — південь
- Камберленд — південний захід
- Фентресс — північний захід

## Виноски
1. ↑  U.S. Decennial Census. United States Census Bureau. Архів оригіналу за 19 липня 2018. Процитовано 9 квітня 2015.
2. ↑  Historical Census Browser. University of Virginia Library. Архів оригіналу за 11 серпня 2012. Процитовано 9 квітня 2015.
3. ↑  Forstall, Richard L., ред. (27 березня 1995). Population of Counties by Decennial Census: 1900 to 1990. United States Census Bureau. Архів оригіналу за 21 лютого 2015. Процитовано 9 квітня 2015.
4. ↑  Census 2000 PHC-T-4. Ranking Tables for Counties: 1990 and 2000 (PDF). United States Census Bureau. 2 квітня 2001. Архів оригіналу (PDF) за 18 грудня 2014. Процитовано 9 квітня 2015.
5. ↑  State & County QuickFacts. United States Census Bureau. Архів оригіналу за 5 липня 2011. Процитовано 6 грудня 2013.(англ.) Наведено за англійською вікіпедією.
6. ↑  American FactFinder. Бюро перепису населення США. Архів оригіналу за 26 лютого 2012. Процитовано 31 січня 2008.

| США | Це незавершена стаття з географії США. Ви можете допомогти проєкту, виправивши або дописавши її. |